# سلیمان ساکوراگاوا
سلیمان ساکوراگاوا (ژاپنی: 櫻川 ソロモン؛ زادهٔ ۴ اوت ۲۰۰۱) یک بازیکن فوتبال اهل ژاپن است.
از باشگاه‌هایی که در آن بازی کرده‌است می‌توان به باشگاه فوتبال جف یونایتد چیبا اشاره کرد.